# Funkpeilung

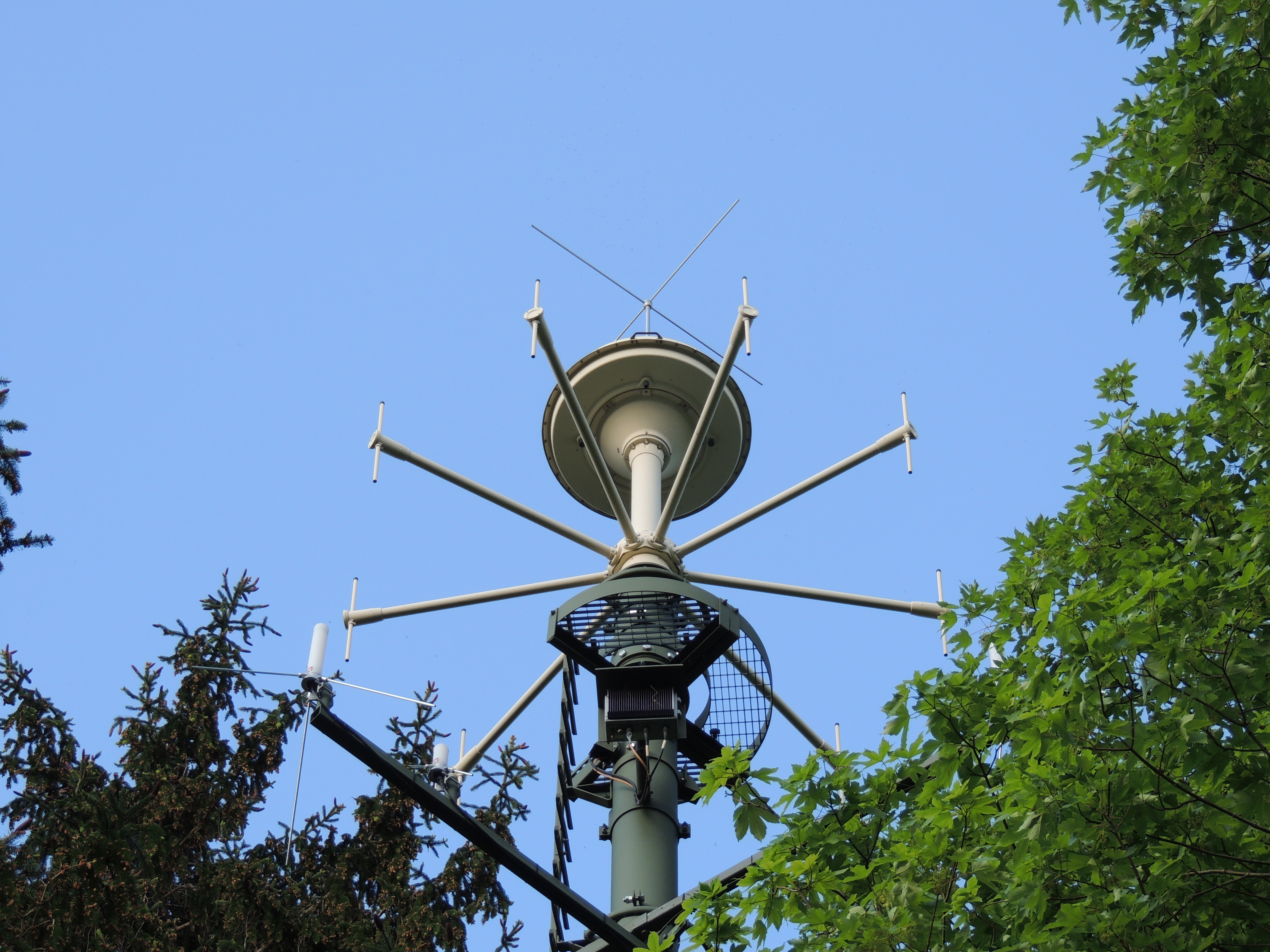
Peilantenne in einem Waldstück auf Bramberg in Luzern, Schweiz

Funkpeilung (englisch – radio direction-finding) ist – entsprechend Artikel 1.12 der Vollzugsordnung für den Funkdienst (VO Funk) der Internationalen Fernmeldeunion (ITU) – definiert als „Funkortung, die den Empfang von Funkwellen zur Bestimmung der Richtung benutzt, in der sich eine Funkstelle oder ein Gegenstand befindet“.
Funkpeiler (Peilfunkstellen) verhalten sich rein passiv und werten nur Wellen aus, die an anderer Stelle von anderen Geräten abgestrahlt werden. Zur Funkpeilung sind ein Empfänger und eine oder mehrere Richtantennen erforderlich. Anwendung ist unter anderem der Radiokompass.

## Verfahren

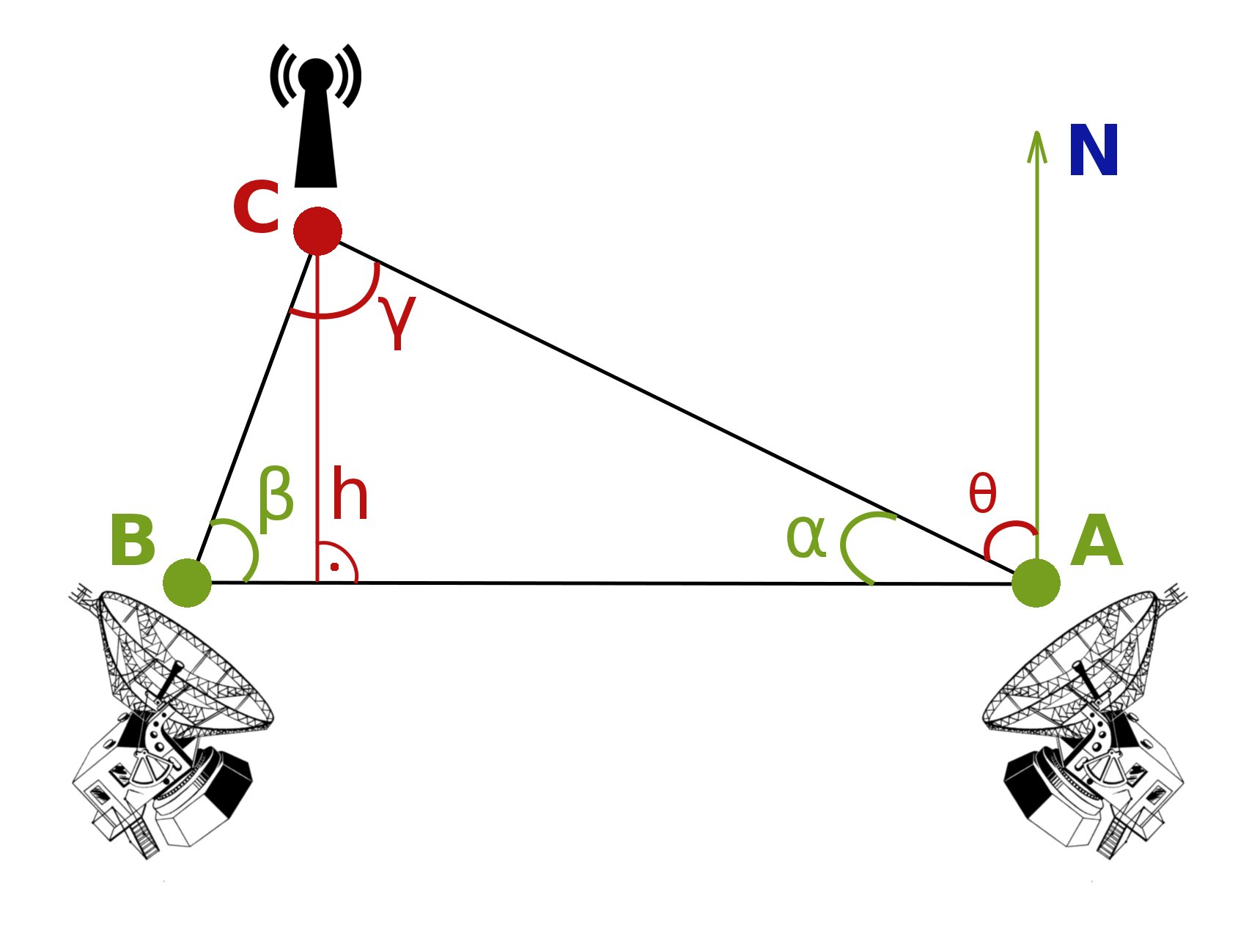
Prinzip der Funkpeilung mittels Triangulation

Für Längst-, Lang- und Mittelwelle wird das Verfahren der Minimumpeilung angewandt, bei dem eine Ferrit- oder Rahmenantenne so lange gedreht wird, bis das Signal eine minimale Intensität hat. In diesem Fall zeigt die Achse der Spule zum Sender. Da die Anzeige doppeldeutig ist, wird das Signal noch dem von einer Stabantenne mit Rundempfangscharakteristik überlagert, um eine eindeutige Festlegung der Richtung zu ermöglichen.
Im UKW- und Mikrowellen-Bereich wird meist eine Maximumpeilung mit Hilfe von richtungsabhängigen Yagi- oder Parabolantenne durchgeführt. Um den Peilungsfehler zu minimieren, sollte der Antennengewinn möglichst hoch sein. Zum Feststellen des Ortes eines Senders, wie in nebenstehender Abbildung der Sender auf Punkt C, sind mindestens zwei Peilantennen mit bekannten Standort bei A und B nötig. Durch die ermittelten Winkel der beiden Peilantennen lässt sich der Standort des Senders C ermitteln. Stehen mehr als zwei Peilantennen an unterschiedlichen Standorten zur Verfügung, lässt sich die Genauigkeit der Peilung verbessern.
Eine weitere Variante ist die Dopplerpeilung, vorwiegend im UKW-Bereich, die allerdings mit einem höheren technischen Aufwand verbunden ist: Eine von vier oder mehr fest im Kreis montierten Antennen wird immer nacheinander an den Empfänger geschaltet, sodass sich eine elektronische Rotation einer virtuellen Empfangsantenne ergibt (ca. 300 Umdrehungen in der Sekunde). Läuft die Rotation dem Funksignal entgegen, so erhöht sich geringfügig die Empfangsfrequenz, entfernt sich die Rotation, so wird die Frequenz des Empfangssignals minimal niedriger. Durch diese virtuelle Rotation wird dem zu peilenden Funksignal aufgrund des Doppler-Effekts die Antennenumlauffrequenz aufmoduliert. Im Empfänger wird dieses annähernd sinusförmige Niederfrequenz-Signal mittels Frequenzdemodulation gewonnen und mit dem (bekannten) Antennensteuersignal verglichen: Die Phasenlagen beider Signale stehen in direkter Beziehung zur Richtung der einfallenden Welle. Die so gewonnene Richtungsinformation lässt sich auf wenige Grad genau zum Beispiel auf einer runden Anzeige darstellen. Unter bestimmten Umständen ist es auch möglich, zur Richtung noch einen Elevationswinkel zu berechnen. Je mehr Empfangsantennen im Kreis angeordnet sind, desto genauer wird die Bestimmung der Richtung.
Zur Peilung kann auch die Phasenlage der Signale zweier oder mehrerer Antennen ausgewertet werden. Mit einem Phasendiskriminator kann das Phasensignal gewonnen werden und direkt zur Nachführung der Antenne verwendet werden (englisch tracking). Misst man die Absolutfrequenz des Empfangssignales ausreichend genau, kann die Relativgeschwindigkeit zwischen Sender und Empfänger mittels Dopplereffekt bestimmt werden.
Es kann auch die Zeit des Eintreffens eines zeitdiskreten Sende-Signales an mehreren Empfängern an verschiedenen Orten bestimmt werden. Damit kann nicht nur die Richtung, sondern auch die Entfernung zum Sender bestimmt werden. Umgekehrt kann die Zeit des Eintreffens mehrerer zeitcodierter und synchronisierter Sendersignale gemessen werden (zum Beispiel bei der Ortsbestimmung mittels GPS-Empfänger).
Seinen eigenen Standort bestimmen kann man auch, indem man mehrere, in Karten verzeichnete Funkbaken oder sog. Funkfeuer (ortsfeste Peilsender / in der Fliegerei zum Beispiel VOR – VHF omnidirectional radio range) anpeilt (wird seit langer Zeit auf Schiffen und Flugzeugen zur Funknavigation verwendet).
Prinzipiell zählen auch RADAR-Verfahren zur Methode der Funkpeilung – hier wird jedoch das Funkecho des Objektes ausgewertet.

## Peilantennen

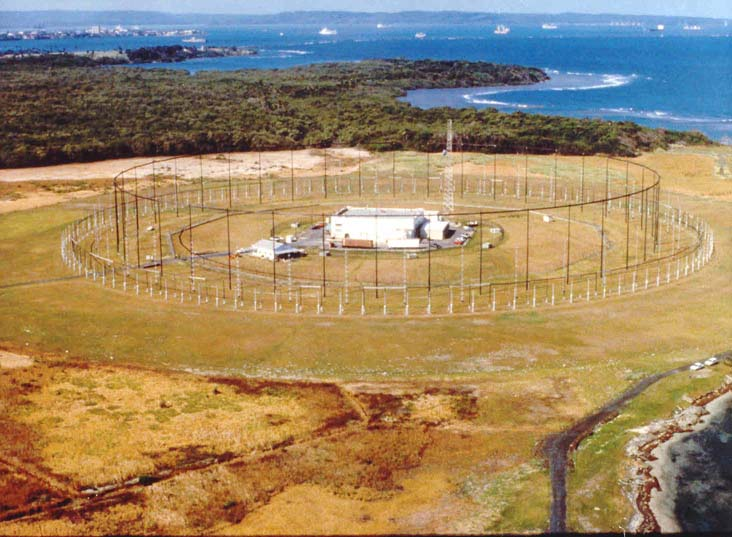
Peilantenne Galeta Island

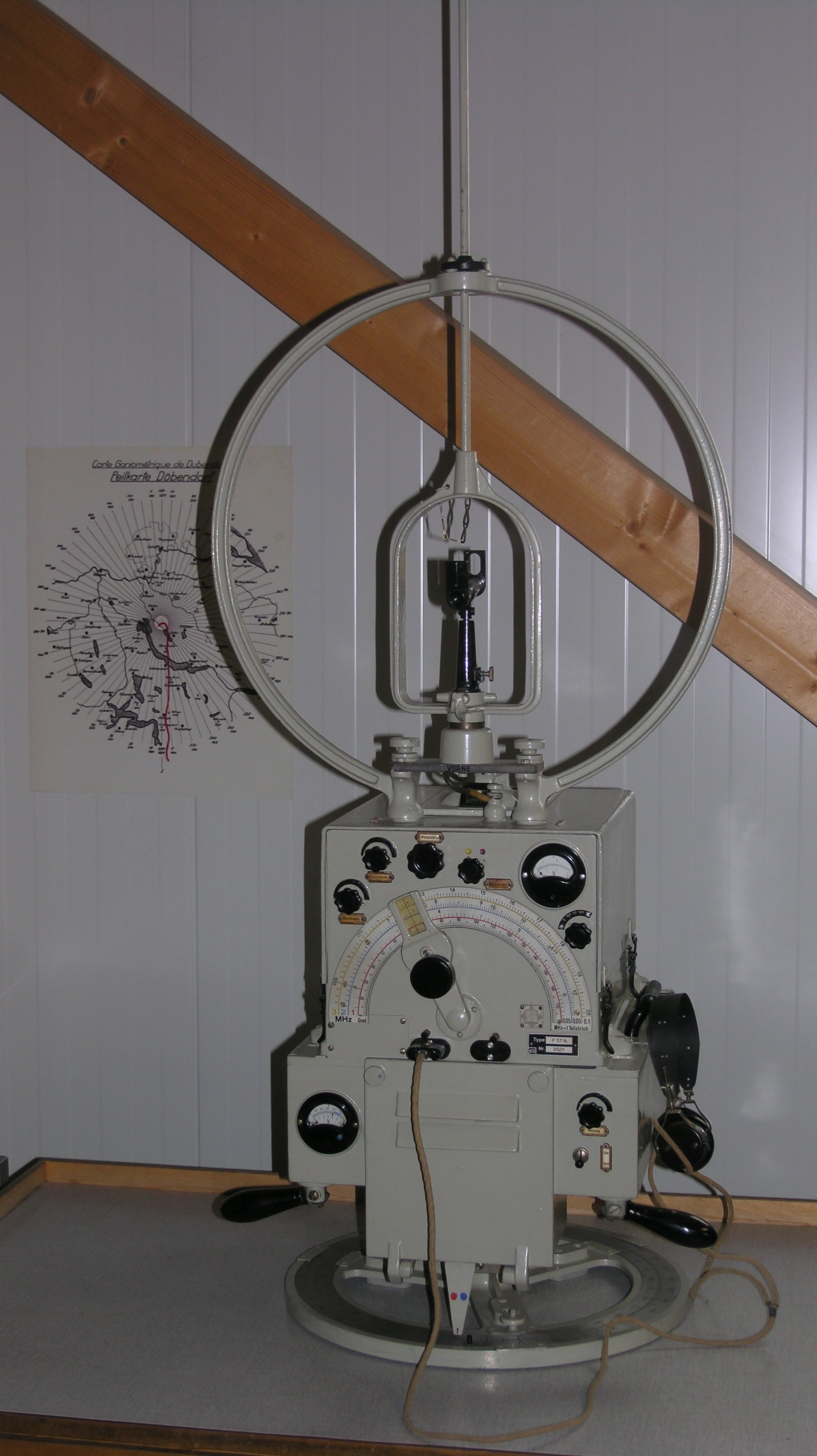
Peilempfänger mit Rahmenantenne

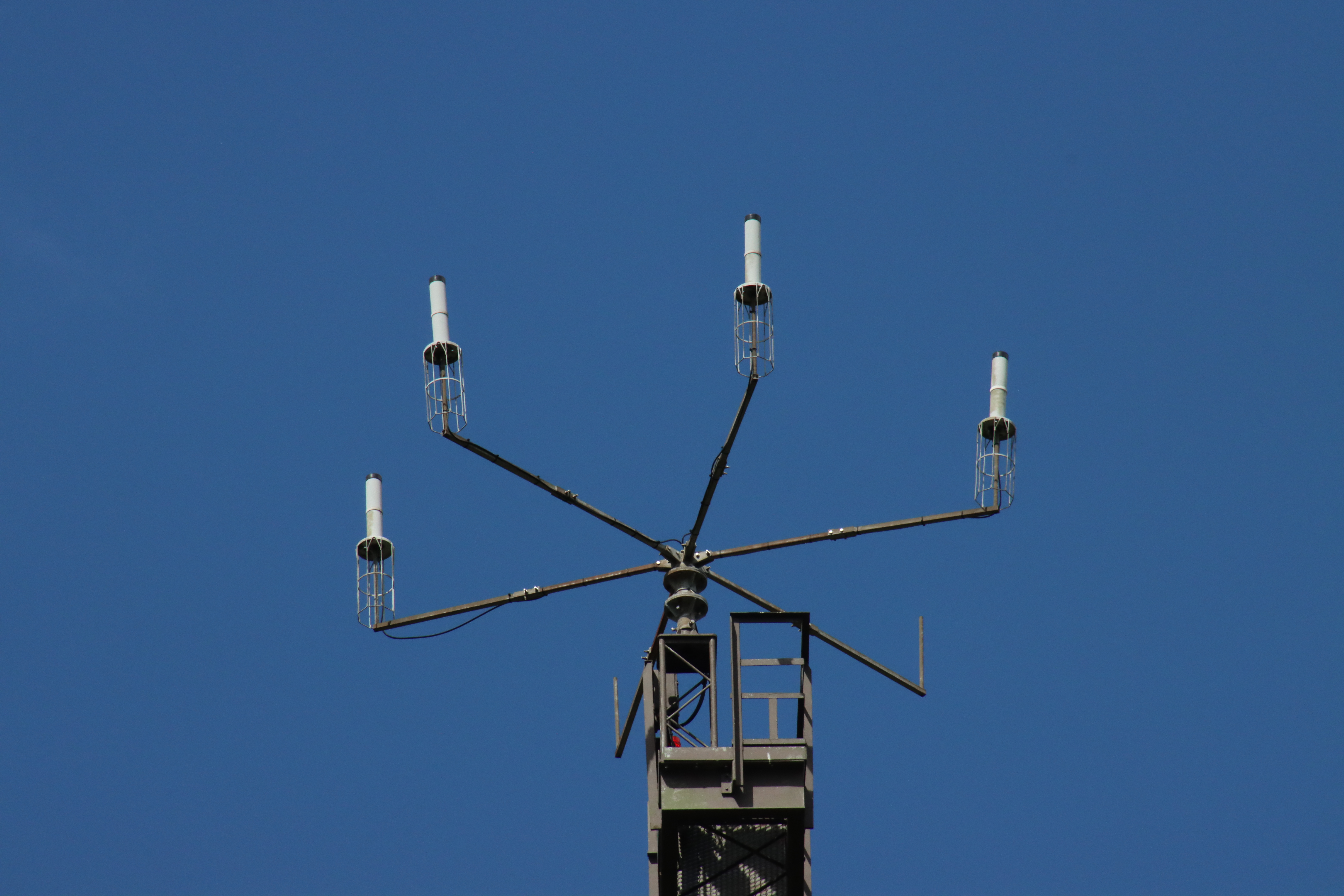
Militärische Peilantenne

Zur Funkpeilung werden u. a. folgende Antennentypen verwendet:
- Ferritantennen für Lang- und Mittelwelle (Minimumpeilung)
- Rahmenantennen für Lang- bis Kurzwellen (Minimumpeilung)
- HB9CV-Antennen und Yagi-Antennen für UKW (Maximumpeilung und Phasendiskrimination)
- Wendelantennen und Parabolspiegel-Antennen (Maximumpeilung und Phasendiskrimination)
- Rundstrahlantennen in Kreisanordnung (Adcock-Antenne)
- logarithmisch-periodische Antennen (breitbandiger Empfang, Maximumpeilung) auf Funkmesswagen der Bundesnetzagentur (früher Fernmeldetechnisches Zentralamt)

## Anwendung

### Militärisch / nachrichtendienstlich
- Auffinden von Schiffen, Fahr- und Flugzeugen anhand ihres Funkverkehrs oder anhand von Störabstrahlungen
- Orten von mobilen Sendestationen
- Bestimmen der eigenen Position mittels Empfang der GPS-Satellitensender ((vor dem Jahr 2000 eingeschränkt) auch zivil nutzbar)
- Auffinden von Radar-Ortungs- und Feuerleitsystemen
- Ortung von Agentenfunk, siehe auch: Gürtelpeiler[2]

### Exekutiv
- Auffinden des Ortes von Funktelefonen. Hierbei fungieren mehrere Mobilfunk-Basisstationen als „Peilempfänger“, in dem sie mit Hilfe eines bestimmten Übertragungsparameters (Timing Advance) die ungefähre Entfernung zum Mobiltelefon berechnen.
- Ortung von illegalen Sendern
- Ortung von Funkstörquellen

### Zivil
- Verfolgen/Beobachten von mit Peilsendern versehenen Tieren
- Messen eines vertikalen Windprofiles mittels Ballonsonden (Bahnverfolgung)
- Bahnverfolgung (engl. tracking) von Satelliten und Raketen anhand von deren Funksignalen
- eigene Ortsbestimmung an Bord von Schiffen und Flugzeugen mittels Empfang ortsfester Peilsender (Funknavigation)
- eigene Ortsbestimmung zum Beispiel mit dem Galileo-Satelliten-Navigationssystem (GNSS-Empfänger)
- Amateurfunkpeilen (ARDF) als Sportart (Auffinden versteckter Sender)
- Lawinenverschüttetensuche mit LVS-Geräten
- Orten von Gewitterblitzen in der Meteorologie anhand der von ihnen erzeugten elektromagnetischen Wellen